# Uniwersytet Nowej Południowej Walii
Uniwersytet Nowej Południowej Walii (ang. University of New South Wales) – australijska uczelnia państwowa z siedzibą w Sydney, stolicy Nowej Południowej Walii.
Powstał w roku 1949, jako Uniwersytet Techniczny Nowej Południowej Walii (New South Wales University of Technology), na bazie istniejącego od 1843 Kolegium Technicznego w Sydney (Sydney Technical College). Zakładając nową placówkę, władze stanowe chciały stworzyć uczelnię o charakterze bardziej technicznym i inżynierskim niż Uniwersytet w Sydney. W 1958 nazwę zmieniono na obecną, aby odzwierciedlić nadanie instytucji wszechstronniejszego profilu.
Uczelnia zatrudnia obecnie około 5 tysięcy pracowników naukowych, którzy kształcą ponad 50 tysięcy studentów ze 128 państw. Jej oferta to około 600 różnych typów studiów.

## Wydziały
Uniwersytet składa się z dziewięciu wydziałów:
- Australijska Akademia Sił Obronnych
- Szkoła Biznesu
- Wydział Środowiska Przestrzennego
- Wydział Sztuk Pięknych
- Wydział Sztuk i Nauk Społecznych
- Wydział Inżynierii
- Wydział Prawa
- Wydział Medycyny
- Wydział Nauk Ścisłych.

## Galeria

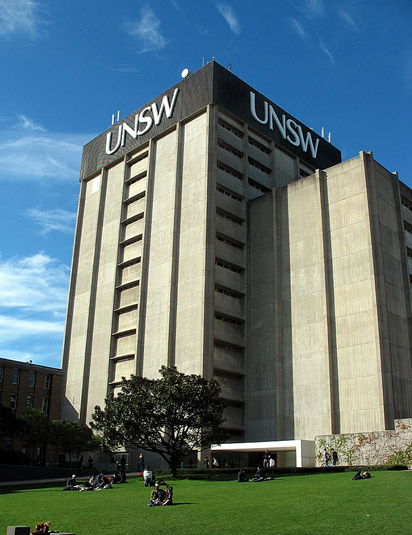
Biblioteka uniwersytecka
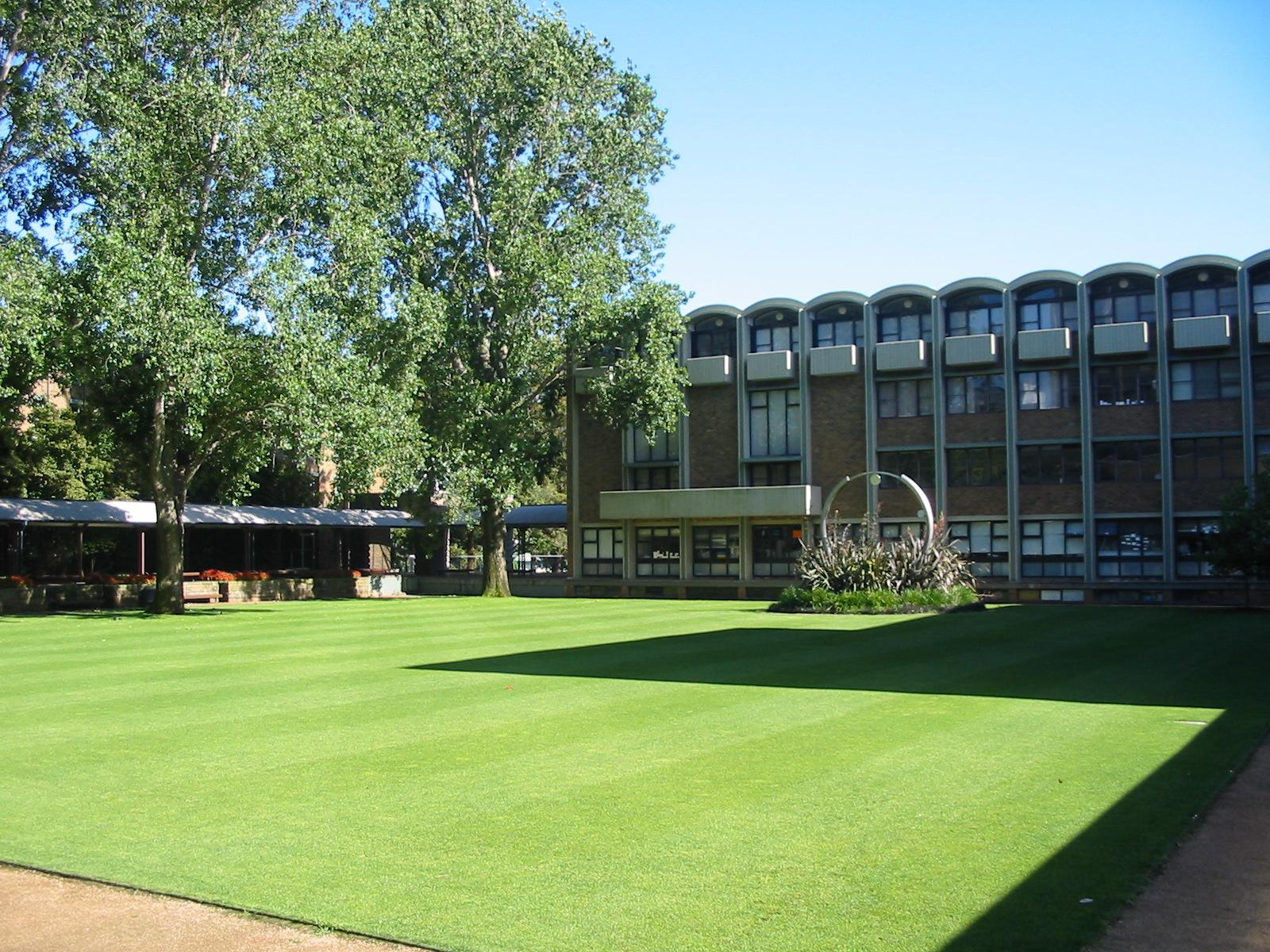
Biblioteka prawnicza
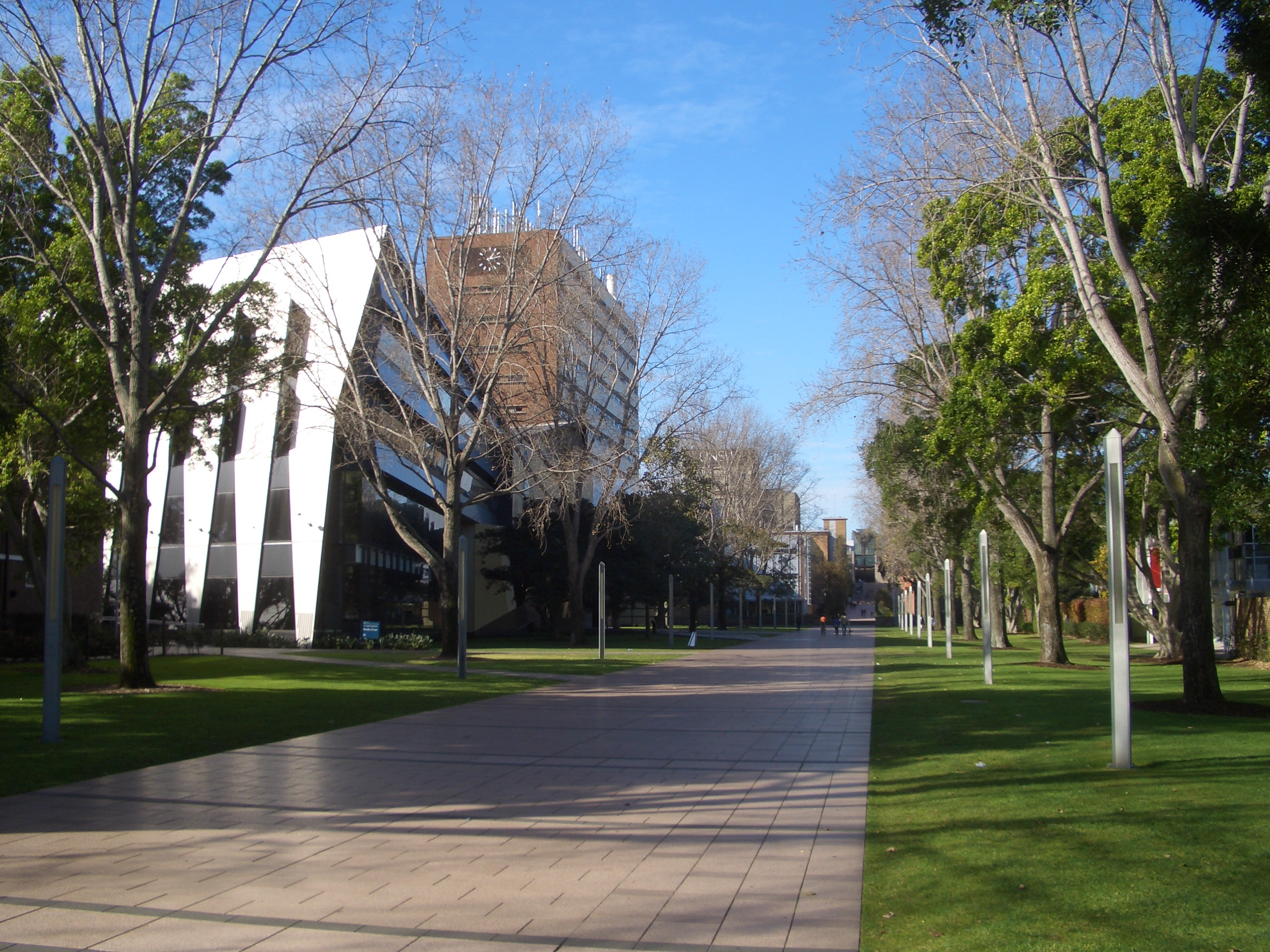
Widok na kampus
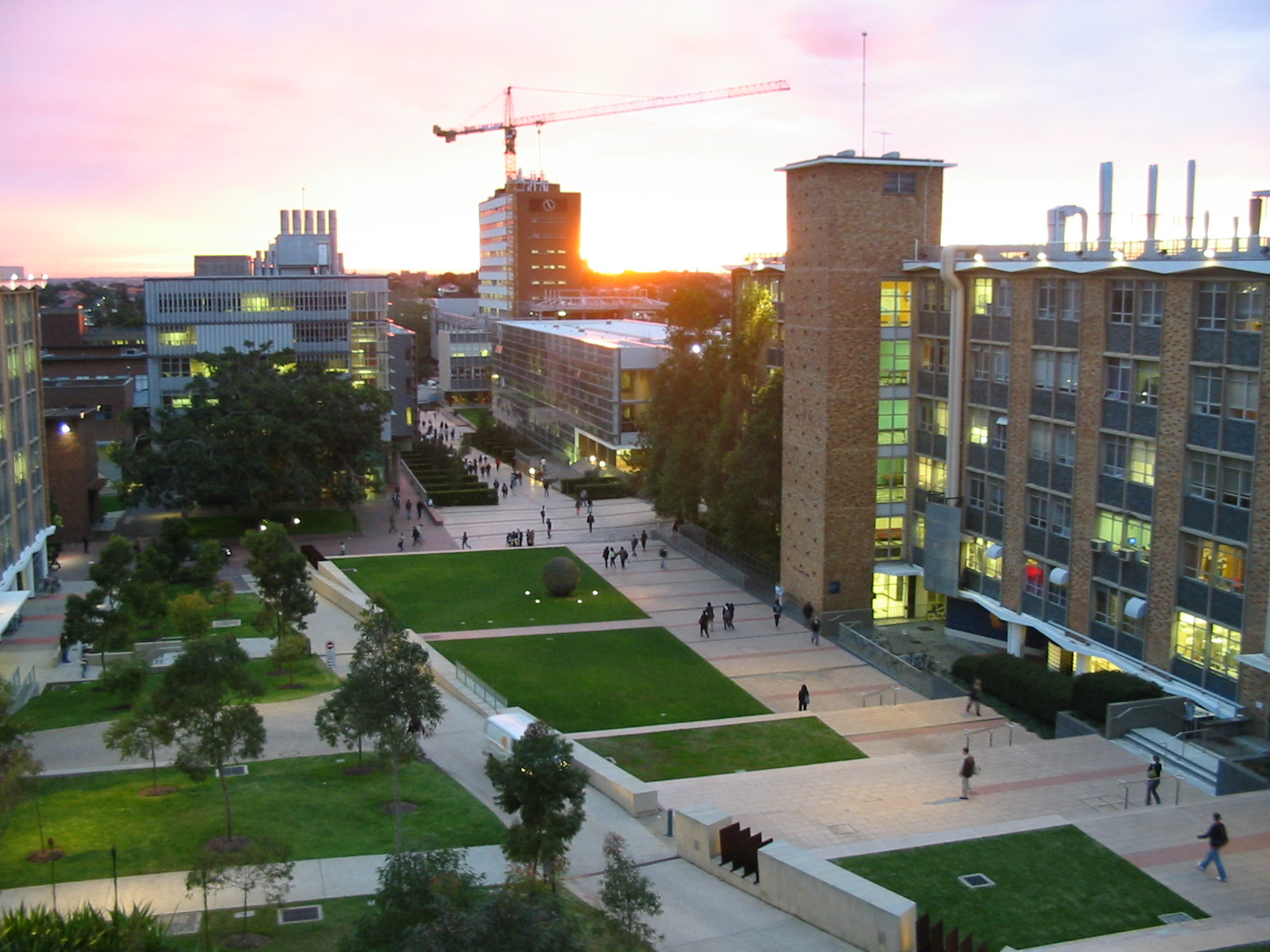
Widok na kampus